# Dênis Marques
Denis Marques do Nascimento ou somente Denis Marques ou Predador (Maceió, 22 de fevereiro de 1981), é um futebolista brasileiro que atua como atacante. Atualmente defende as cores do Murici.

## Carreira

### Mogi Mirim
Dênis Marques iniciou sua carreira de jogador de futebol no Mogi Mirim, clube do interior de São Paulo. Entre categorias de base e time principal, foram pelo menos três anos no clube, com destaque durante o Campeonato Paulista de 2001.

### Kuwait SC
Em 2004, fez uma rápida passagem pelo futebol árabe, quando foi contratado por empréstimo pelo Kuwait SC do Kuwait, entretanto, não se adaptou e ainda naquele ano voltou ao Brasil, desta vez para defender o Atlético Paranaense.

### Atlético Paranaense
O atacante chegou ao clube paranaense na condição de reserva, uma vez que o clube contava com dois jogadores para a posição: Dagoberto e Washington, o "Coração Valente". Contudo, uma contusão sofrida por Dagoberto promoveu Denis Marques a condição de titular e o jogador marcou seis gols na campanha do vice-campeonato brasileiro.
Em 2005, sem Washington no elenco, o atleta sagrou-se artilheiro do Campeonato Paranaense e em 2007 artilheiro da Copa do Brasil.

### Omiya Ardija
Em 2007, foi contratado pelo Omiya Ardija do Japão e no país asiático, não manteve a sequência de boas partidas, não obtendo uma vaga no time titular.

### Flamengo
Em 2009, foi contratado pelo Flamengo. Nesse ano foi Campeão Brasileiro, marcando 6 gols. 
Em 2010, após se envolver em um acidente com seu carro, teve o contrato rescindido e ficou por um ano e meio sem jogar por um clube profissional.

### Santa Cruz
Em janeiro de 2012, Dênis Marques assinou contrato com o Santa Cruz e sua estreia ocorreu no dia 8 de fevereiro no Campeonato Pernambucano pela 8ª rodada contra o Porto de Caruaru e marcou três gols. Na 21ª rodada do Campeonato Pernambucano, foi destaque na goleada de 5–0 contra o América-PE marcando três gols na partida e empatando na artilharia do campeonato. Ao final do campeonato, tornou-se campeão estadual e artilheiro com 15 gols em 17 jogos. Na Copa do Brasil de 2012 atuou em 2 jogos marcando 1 gol. Jogando o Campeonato Brasileiro da Série C, foi artilheiro da competição marcando 11 gols em 18 jogos.
Em 2013, com contrato renovado, completou 50 jogos com a camisa do clube no dia 14 de abril de 2013 e a marca de 34 gols. Seus gols ajudaram o Santa Cruz se tornar tricampeão estadual. No segundo semestre de 2013, por desavenças com o então técnico do clube, Vica, não foi muito utilizado e no final do ano acabou não renovando o contrato com o Santinha.

### ABC
Em 2014, a pedido do técnico Zé Teodoro (com quem trabalhou junto no Santa no ano de 2012), e depois de seis meses parado, assinou contrato com o ABC e logo na estreia, marcou seu primeiro gol no empate por 1–1 contra seu ex-clube, o Santa Cruz. Em sua atuação no Clássico Rei, contra o América de Natal, foi decisivo e marcou dois gols na vitória por 2–0, encerrando um tabu de 12 jogos sem vencer o rival em jogos oficiais.
Voltou a marcar diante do Atlético Goianiense numa vitória de virada por 2–1, que classificou o ABC para a terceira fase da Copa do Brasil.

### Aposentadoria
Após sua passagem pelo ABC, ainda houve algumas sondagens do Campinense Clube e River Atlético Clube, porém, Denis Marques decidiu aposentar-se dos gramados. Polêmico, Dênis atualmente vive na sua cidade natal, Maceió.

## Títulos
Atlético Paranaense
- Campeonato Paranaense: 2005

Flamengo
- Campeonato Brasileiro: 2009

Santa Cruz
- Campeonato Pernambucano: 2012 e 2013
- Campeonato Brasileiro - Série C: 2013

### Individuais
- Melhor atacante do Campeonato Pernambucano de Futebol: 2012, 2013
- Craque do Campeonato Pernambucano de Futebol: 2013

### Artilharias
Atlético Paranaense
- Copa do Brasil: 2007 (5 gols)

Santa Cruz
- Campeonato Pernambucano: 2012 (15 gols)
- Campeonato Brasileiro de 2012 - Série C (11 gols)